# Amherst (Massachusetts)
Amherst, uitgesproken zonder 'h' als "Am-erst", is een stad in Hampshire County, Massachusetts, Verenigde Staten. De stad had 34.874 inwoners bij de volkstelling in 2000. De stad ligt in de vallei van de rivier de Connecticut.
De stad huisvest Amherst College, Hampshire College, en de University of Massachusetts Amherst. Deze zijn drie van de Five Colleges, een groep van vijf samenwerkende universitaire instituten in de omgeving. De overige leden van de groep zijn Mount Holyoke College, South Hadley en Smith College, Northampton. De campussen zijn door bussen verbonden, en studenten kunnen van alle faciliteiten van de groep gebruikmaken.

## Geschiedenis
De eerste vermelding van wat nu Amherst is de aankoop in december 1658 door John Pynchon uit Springfield van de grond van drie oorspronkelijke bewoners, genaamd Umpanchla, Quonquont en Chickwolopp. Toen de eerste Engelsen aankwamen in 1727 behoorde dit land tot de stad Hadley. In 1776 kreeg Amherst de status van stad, kort voordat de kolonies hun onafhankelijkheid uitriepen.
De koloniaal gouverneur gaf de stad de naam Amherst naar de Britse legerofficier Jeffrey Amherst. Meerdere gouverneurs gebruikten deze naam, want Jeffrey Amherst was een held uit de Franse en Indiaanse oorlog die, volgens de volksverhalen, eigenhandig Canada voor de Engelsen won en de Fransen uit Noord-Amerika verjoeg.
Zijn voorstel om met pokken besmette dekens te gebruiken in de oorlog tegen de indianen levert af en toe voorstellen op om de naam van de stad te veranderen.

## Bestuur
Amherst is vrij uniek onder steden van vergelijkbare omvang in Massachusetts. Het heeft geen burgemeester-gemeenteraad bestuur of gemeenteraad-manager bestuur, maar de traditionele Town Meeting (254 gekozen leden, wetgevend) en een uitvoerende dagelijks bestuur. Pogingen in voorjaar 2003 en voorjaar 2005 om over te stappen naar een burgemeester en gemeenteraad zijn door de kiezers met een kleine meerderheid afgewezen.

## Beroemde inwoners
- Helen Hunt Jackson (1830-1885), schrijfster en activiste
- Emily Dickinson (1830-1886), van geboorte tot overlijden woonachtig in Amherst, een prominente Amerikaanse dichteres
- Robert Frost (1874-1963), dichter
- Charles Thompson aka Black Francis (1965), zanger en gitarist van de indierock band Pixies
- J Mascis (1965), gitarist en zanger van de indierock band Dinosaur Jr.
- Uma Thurman (1970), actrice

## Geboren
- Eli Noyes (1942-2024), animator
- Ebon Moss-Bachrach (1978), acteur
- Julie McNiven (1980), actrice

## Bezienswaardigheden
- Theodore Baird Residence, ontworpen door architect Frank Lloyd Wright.
- Dickinson Homestead, geboorte- en woonhuis van Emily Dickinson, nu een museum.
- The Horse Caves, aan de voet van de Norwottuck-berg in het Mount Holyoke Range State Park.

## Plaatsen in de nabije omgeving
De onderstaande figuur toont nabijgelegen plaatsen in een straal van 16 km rond Amherst Center.